# Yokohama-e
Les Yokohama-e (littéralement « images de Yokohama ») sont des estampes japonaises ukiyo-e représentant des étrangers et des scènes de Yokohama. Le port de Yokohama est ouvert aux étrangers en 1859 et les peintres de ukiyo-e, essentiellement de l'école Utagawa, produisent plus de 800 planches d'impression en bois en réponse à la curiosité générale que suscitent ces étrangers. La production des Yokohama-e cesse dans les années 1880.
Les artistes les plus prolifiques du genre sont Utagawa Yoshitora, Utagawa Yoshikazu, Utagawa Sadahide, Utagawa Yoshiiku, Utagawa Yoshimori, Utagawa Hiroshige II, Utagawa Hiroshige III, Utagawa Yoshitoyo et Utagawa Yoshitomi.

## Galerie

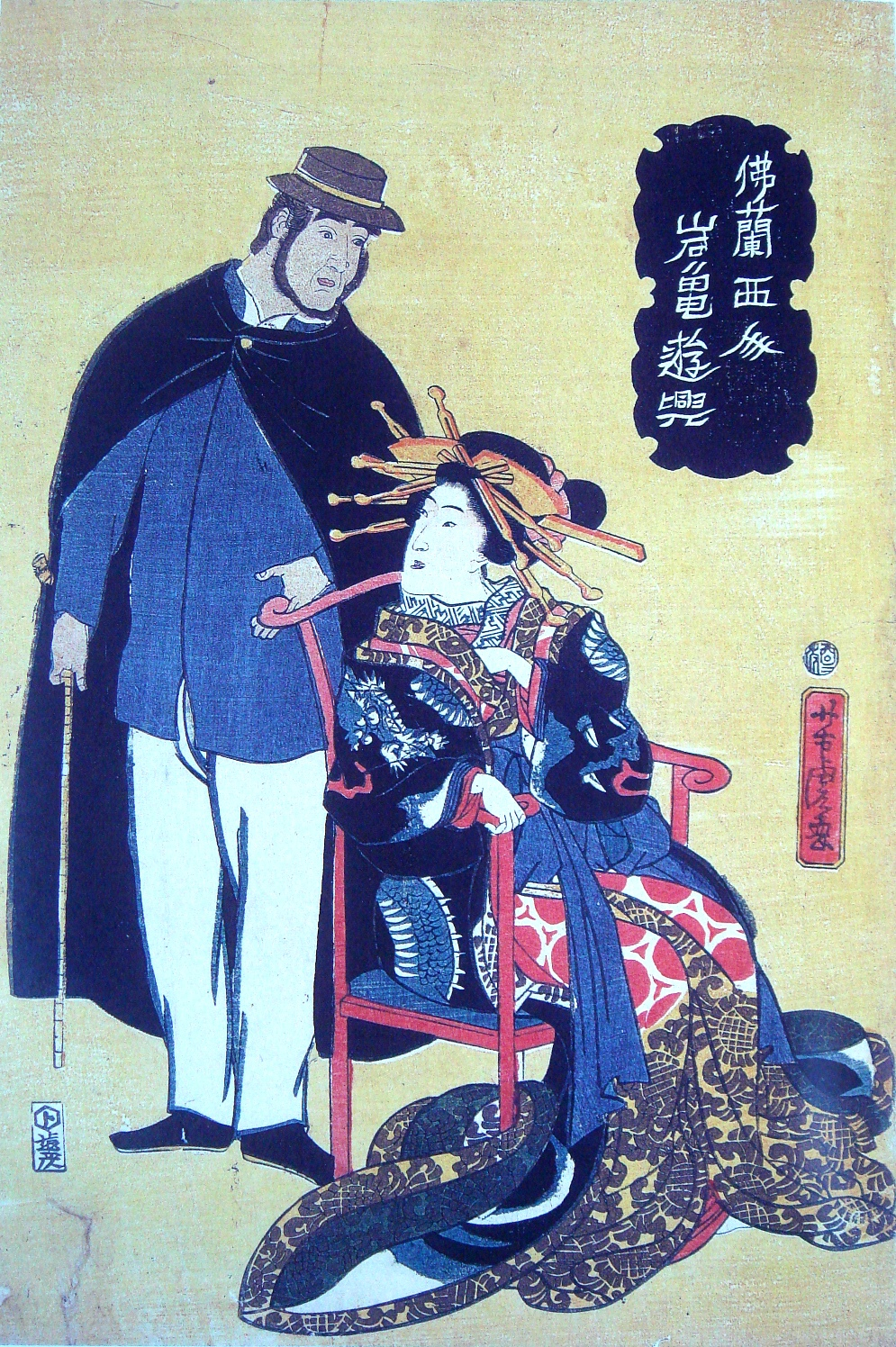
Estampe de Utagawa Yoshitora d'un Français avec une geisha, 1861.
Premier train à vapeur quittant Yokohama, triptyque de Utagawa Kunimasa.
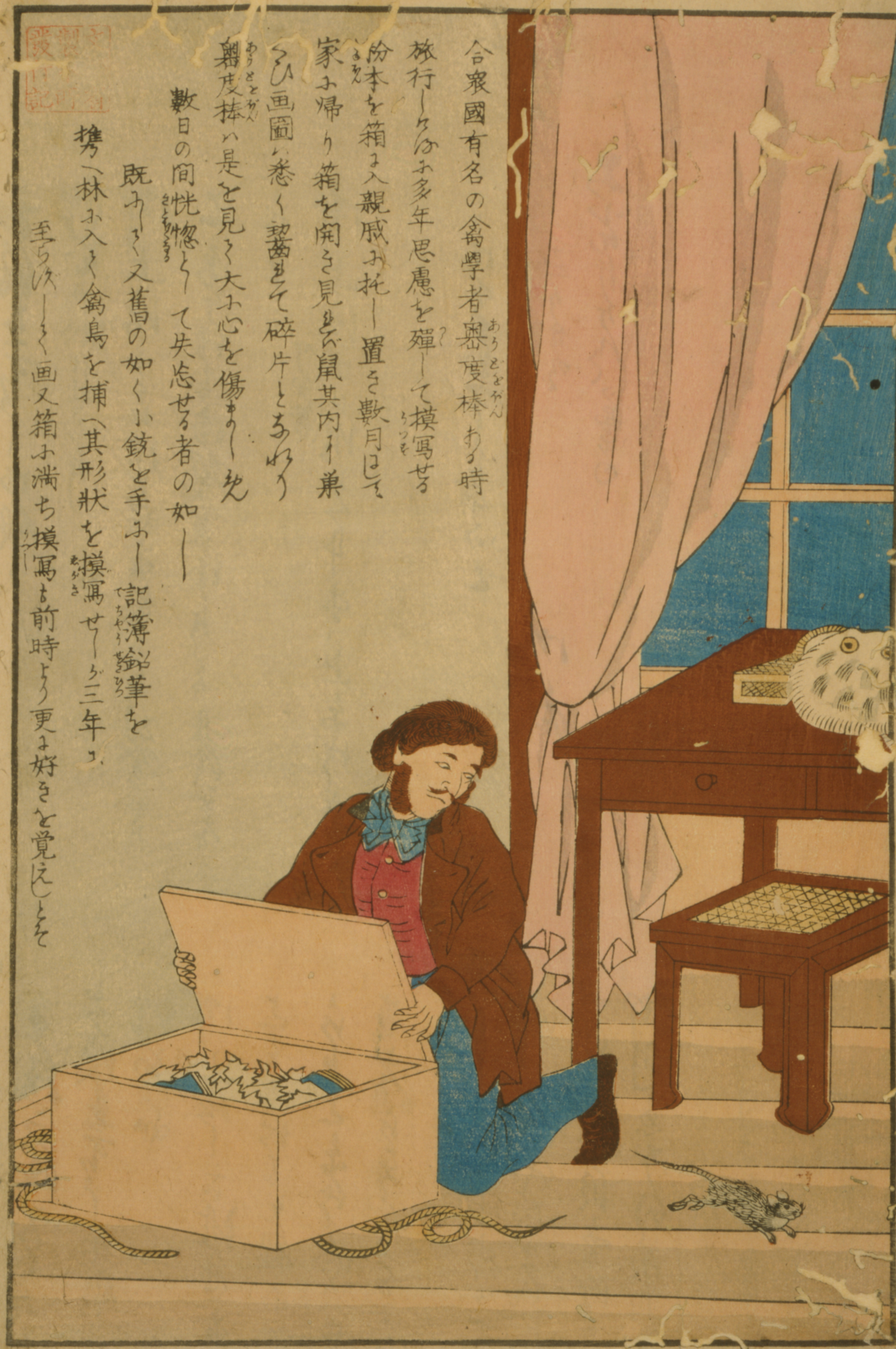
Estampe japonaise montrant le naturaliste et ornithologiste américain John James Audubon (1785-1851) découvrant que son ouvrage est mangé par un rat, non signé.
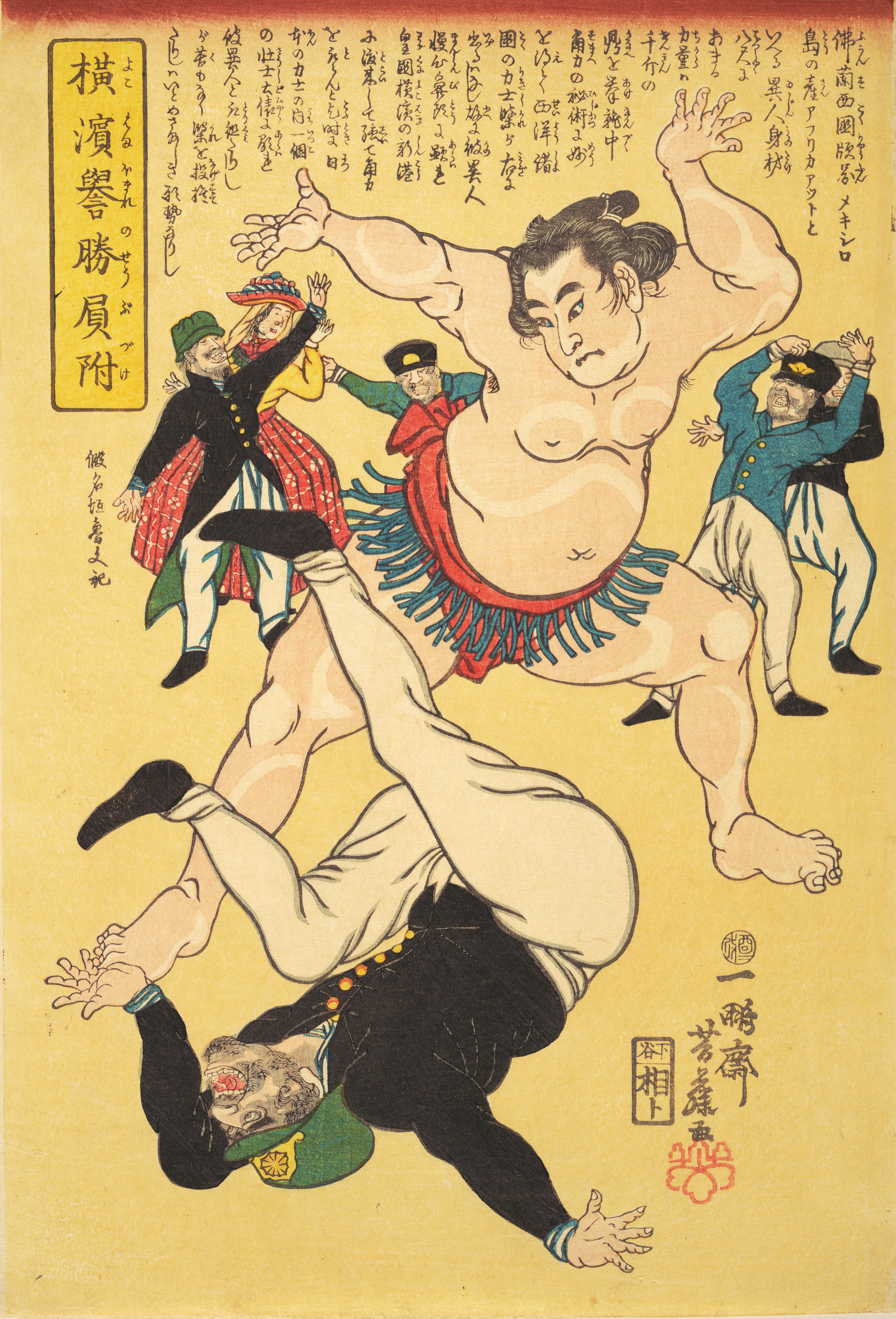
Sumo jetant un étranger à terre à Yokohama par Utagawa Yoshifuji, 1861.